# Zameo ih vjetar (1939.)
Zameo ih vjetar (eng. Gone with the Wind, ujedno poznat i pod imenom Prohujalo s vihorom) slavna je američka ljubavna povijesna drama iz 1939. godine koju je režirao Victor Fleming prema istoimenom romanu koji je napisala Margaret Mitchell. Radnja se vrti oko razmažene južnjačke ljepotice Scarlett O’Hara (tumači ju Vivien Leigh) koja odrasta tijekom i nakon američkog građanskog rata te se zaljubi u Rhetta Butlera (Clark Gable). 
Film je s vremenom postao jako slavan i hvaljen, a prilagođeno po inflaciji je najkomercijalniji film svih vremena. Također se nalazi i na listi 250 najboljih filmova kinematografije na siteu IMDb.com. 1989. je zbog "kulturnog značaja" uključen u Državni filmski registar, dok ga je Američki filmski institut stavio na 4. mjesto na listi "100 godina...100 filmova" te na 4. mjesto na listi "10 najboljih epskih filmova".

## Radnja
Amerika usred građanskog rata, 1861. Plantaža pamuka Tara u saveznoj državi Georgia mjesto je u kojem živi južnjačka ljepotica Scarlett O’Hara, najstarija od triju kćeri u obitelji O’Hara. Ona je izgleda najpopularnija djevojka u okrugu koju obožavaju svi mladići, osim Ashleya Wilkesa koju ju ne primjećuje a u kojeg je zaljubljena. Stoga ju iznenadi kada čuje da će se on oženiti za Melanie. Prije svadbe ona mu prizna ljubav, a on joj odgovori da ju također smatra atraktivnom, ali da se ipak odlučio za Melanie. Izbija rat a Scarlett se glavom bez obzira odluči udati za Charlesa, ali ubrzo postane udovica kada ovaj pogiba u bitci. Majka ju pošalje u Atlantu kako bi ju razveselila, makar sluškinja Mammy kaže da zna da Scarlett tamo samo želi ponovno sresti Ashleya. Tamo ju imućni, jednako uobraženi i cinični Rhett Butler pozove na ples.
Ashley odlazi u rat dok se Scarlett prijavljuje kao medicinska sestra u Atlanti, kako bi uvijek bila blizu Melanie u slučaju da se on vrati. No u gradu izbija kaos tijekom opsade Sjevernjačke vojske 1864. Melanie zatrudni a Scarlett joj pomogne pri porodu djeteta. Zaključno ih Rhett preveze u kočiji kako bi ih doveo natrag u Taru. Kada se Scarlett vrati natrag kući primijeti da ju je opljačkala sjevernjačka vojska, da joj je majka preminula a da joj je otac izgubio razum. Tada se zakune da nikada više neće biti gladna, pa čak i ako bude morala lagati ili varati. Na plantažu se kasnije vrati i Ashley, a da bi nabavila 300 $ za porez polja, Scarlett se odluči udati za Franka, zaručnika njene sestre, koji je u međuvremenu otvorio uspješnu trgovinu. No i taj ubrzo umire. Na kraju se odluči udati za Rhetta. Iako je često govorio da je zaljubljen u nju, Rhett nije zadovoljan njihovim brakom jer ona i dalje mašta o Ashleyju. Rhett i Scarlett dobiju kćerku, no ta pogiba pri padu s konja. Rhett više ne može podnijeti Scarlettinu razmaženost i egoističnost, te ju napusti, a ona tek tada shvati da ga je voljela.

## Filmska ekipa
- Victor Fleming, redatelj

- Vivien Leigh kao Scarlett O'Hara
- Clark Gable kao Rhett Butler
- Olivia de Havilland kao Melanie Hamilton
- Leslie Howard kao Ashley Wilkes
- Barbara O'Neill kao Ellen O'Hara
- Hattie McDaniel kao Mammy
- Thomas Mitchell kao Gerald O'Hara
- Evelyn Keyes kao Suellen O'Hara
- Jane Darwell kao Dolly Merriwether

## Uvod
1936. je objavljen roman "Zameo ih vjetar" Margaret Mitchell te je za samo godinu dana rasporodan u čak 1.383.000 primjeraka. Producent David O. Selznick, šef studija "Selznick International Pictures", odlučio je kupiti prava na roman nakon što je njegov montažer Kay Brown pročitao kopiju 1936. te ostao oduševljen. Mjesec dana nakon što je roman "Zameo ih vjetar" izdat te godine, Selznick je otkupio njegova filmska prava za 50.000 $, što je tada bila rekordna svota. Potrage za glavnom glumicom potrajale su dvije godine; među gomilom kandidatkinja na audiciju su otišle i Katharine Hepburn, Norma Shearer, Bette Davis, Barbara Stanwick, Joan Crawford, Jean Arthur, Lana Turner i Lucille Ball. Od veljače 1938. Selznickova favoritikinja je privatno bila Vivien Leigh, mlada i nepoznata engleska glumica, nakon što je vidio njen film "Vatra iznad Engleske", no audicija se i dalje nastavljala, tako da je do svibnja 1938. Selznick već potrošio 400.000 $ a da nije imao ni gotovu glumačku listu ni gotov scenarij. Leigh je na kraju i dobila službenu potvrdu da će igrati Scarlett O'Haru 13. siječnja 1939.
Clark Gable je pak bio od početka favorit za ulogu Rhetta Butlera. No, tada je već bio pod ugovorom od drugog studija, MGM-a, pa su šanse da ga Selznick dobije bile male. Selznick je planirao da Rhetta stoga igra Gary Cooper, ali je ovaj odbio. Kako bi ipak nekako dobio Gablea, Selznick je prihvatio neobičnu ponudu; MGM će pomoći financirati film i posuditi Gablea, te zauzvrat dobiti 50 % profita od distribucije filma. Snimanje je konačno započelo 26. siječnja 1939. a završilo 27. lipnja. Prvi redatelj George Cukor je napustio snimanje pa ga je zamijenio Victor Fleming, a pomogao mu je i Sam Wood. Troškovi filma popeli su se na tada astronomskih 3.9 milijuna $(jedini filmovi koji su tada koštali više su bili "Ben-Hur" iz 1925. i Hell's Angels iz 1930.), no komercijalni uspjeh na kino blagajnama je nadvisio sva očekivanja.
Od 2005. "Zameo ih vjetar" je izdat na raskošnom četverostrukom DVD izdanju koje je ponudilo detaljne informacije o povijesti filma.

## Nagrade
- 10 osvojena Oscara (najbolji film, režija, scenarij, glavna glumica Vivien Leigh, sporedna glumica Hattie McDaniel, scenografija, fotografija i posebne nagrade za revolucionarnu upotrebu produkcijske ekipe i boje) i 5 nominacija (najbolji glavni glumac Clark Gable, sporedna glumica Olivia de Havilland, specijalni efekti, glazba, zvuk)
- Osvojena Nagrada Udruge Filmski Kritičara New Yorka (najbolja glavna glumica Vivien Leigh)

## Zanimljivosti
- Gary Cooper je odbio ulogu Rhetta Butlera. Čak je i dodao da će taj film “biti najveći neuspjeh u povijesti Hollywooda”.[14]
- Posljednja rečenica Clarka Gablea u filmu, “Frankly, my dear, I don’t give a damn”, je prouzročila da studio za kaznu zbog psovanja plati 50.000 $. Riječ “damn” (prokletstvo) su pokušali presinkronizirati, ali nije išlo.[15]
- 1.400 glumica se prijavilo za glavnu ulogu Scarlett O’Hara. Među njima je bila i Olivia de Havilland, koja je pak dobila ulogu Melanie.
- George Cukor je počeo režirati film te je čak snimio i 17 minuta radnje, ali je napustio snimanje jer je smatrao da scenarij jednostavno ne funkcionira kako treba.
- Hattie McDaniel je postala prva crnkinja koja je nominirana te čak i osvojila Oscara za ulogu u filmu.
- Gruba prvotna verzija filma je trajala preko četiri i pol sata. Kasnije je skraćena za 48 minuta.
- Prva scena koja je snimljena je bila ona u kojoj je gorio deponij u Atlanti tijekom građanskog rata. Ono što se zapravo zapalilo, između ostalog, su bila i vrata od seta filma "King Kong"
- Prilagođeno po inflaciji film je zaradio 3.785.107.801 $, čime bi bio najkomercijalniji film svih vremena.
- Pri skrivenoj premijeri u gradu Riverside publika je uz oduševljenje i ovacije dočekala film, što je prouzročilo da producent David O. Selznick zaplače od sreće.[16]
- U uži krug za ulogu Scarlett O'Harra ostale su Paulette Goddard i Vivien Leigh. Na kraju je ipak Leigh dobila ulogu, iako nije bila osobito slavna.
- Clark Gable je navodno bio tako uznemiren sekvencom u kojoj Rhett Butler plače nakon što je Scarlett izgubila dijete tijekom trudnoče, da je čak i pomišljao napustiti projekt. No Olivia de Havilland ga je nagovorila da ostane.[17]

## Obrađivanje delikatnih tema
Što se tiče rasnih tema, neki su kritizirali film zbog rasizma i romantiziranja stanja crnog roblja koji služe bijelcima na američkom jugu. Kolumnist Leonard Pitts je film okarakterizirao kao „romansu smiještenu u Auschwitzu“. Ipak, većina publike 1939. nije primijetile takve prigovore. Neki su povezali lik Mammy (koju glumi Hattie McDaniel) sa sretnim robom, dok su drugi to osporavali i isticali da je ona kompleksan lik koji se ne srami biti tvrd sa svojom „gospodaricom“, Scarlett O'Hara. Sam Selznick je odgovorio da film nije rasistički te da su crnoputi likovi „dražesni, vjerni i otvoreni ljudi“. Malcolm X se prisjeća scene iz filma, one u kojoj sluškinja Prissy objavi Scarlett da ne zna ništa o porodu te da ne zna pomoći Melanie, na što ju ova ošamari, koju je vidio kao mali dječak te mu je bilo tako neugodno da „se htio sakriti ispod tepiha“. Ipak, drugi su dodali da Scarlett tijekom filma ošamari i Rhetta i sestru Suellen. Zanimljivo, glumica Hatte McDaniel nije smjela ući u kino u Atlanti jer je tada vladao zakon segregacije, što je razljutilo neke njene kolege iz filma.
Što se tiče obrađivanja spolnih tema, film je bio iznimno suptilan i delikatan. Implicira se da je Rhett Butler ženskar koji se zabavlja i s prostitutkama, dok je Scarlett snažna žena koja ne prihvaća podređenu ulogu u društvu te upotrebljava svoje čari kako bi se udala za razne muškarce i nabavila njihovu imovinu. Kada se njih dvoje kasnije uda, morat će promijeniti svoje navike. U jednoj sekvenci, nakon što je rodila svoje prvo dijete, Scarlett počne prigovarati da se previše udebljala te odluči više ne imati djece – čime se implicira da neće više imati snošaj sa suprugom Rhettom Butlerom. On tada pronađe njenu sliku od Ashleyja te postane ljubomoran, shvativši da bi ona rado imala još djece čim bi ju Ashley zavolio - te da u mislima mašta o drugom. 
Ona ga odbije te mu kaže da će njena vrata od tada biti zaključana cijelu noć, na što Rhett s nogom razbije vrata te izjavi da ga "nijedna brava neće držati vani". Neki su kritizirali i sekvencu u kojoj polupijani Rhett zgrabi ljutitu Scarlett, kaže ;„Ovo je jedna noć koju me nećeš odbiti…“ te ju u naručju odvede stepenicama u svoju sobu, očito kako bi ju prislio na spolni odnos. Zanimljivo, u sljedećoj sceni Scarlet se probudi vesela i osvježena u krevetu, čime se implicira da je uživala u njihovoj strastvenoj noći i jednostavno zaboravila na ponos i svađe u njihovom odnosu. Tada se pojavi i Rhett i, kao gospodin, ispriča zbog svojeg ponašanja te objavi da s kćerkom odlazi u London. Od tada je njihov brak osuđen na propast. Isto tako, nikada se javno ne izgovori da je Scarlett izgubila nerođeno dijete kada je pala niz stube. Scarlett je predstavljena kao tragična figura koja uvijek teži prema onomu što ne može imati, a kada to dobije više joj nije zanimljivo.

## Nastavak
1991. Alexandra Ripley je napisala knjigu "Scarlett", naslužbeni nastavak originalnog romana Margaret Mitchell, u kojem Scarlett O'Hara pokušava osvojiti Rhetta natrag te odlazi u Irsku. Po knjizi je 1994. snimljena i mini serija u kojoj su glumili Joanne Whalley i Timothy Dalton. No i serija i knjiga nisu bili osobito hvaljeni te su ocijenjeni kao slab pokušaj zarade na račun originala.

## Kritike
Većina kritičara se složila da je "Zameo ih vjetar" veliki filmu koji zaslužuje nazvati se klasikom, dok je samo mala manjina odbacila radnju kao jednu sapunicu. Arsen Oremović, kritičar Večernjeg lista, je iznimno hvalio ostvarenje i dao mu 4 od 4 'kritičarska prsta'; “Iako je prošlo šezdeset godina, “Zameo ih vjetar” i danas izuzetno svježe opisuje i ironizira “gospodu” s američkog Juga, pred, za i nakon velikog građanskog rata. Njihova arogancija i napuhanost suprotstavljeni su pragmatičnim karakterima glavne junakinje Scarlett O’Harre, briljantno vođene od razmaženoga djevojčurka do hladne, sebične i proračunate zrele žene…Istodobno, film je pun života i optimističnih emocija koje ni pored ponekog razgledničarskog kadra nisu nimalo patetične i artificijelne”.
Dave Kehr je zaključio: "Ako je ikada postojao film otporan na kritičare, onda je to ovaj: nije potpuno savršen, ali je nekako svejedno odličan" a David Bezanson ga je proglasio remek-djelom: "Jedan od klasičnih filmova koji su definirali američku kinematografiju". Joe Baltake je također hvalio film; “Ovo je jedna rijetka vrsta filma koja je uspjela zasjeniti svoju vlastitu legendarnu reputaciju”. Roger Ebert ga je čak stavio na svoju listu velikih filmova: "Kao primjer čiste snage filmotvoraca, "Zameo ih vjetar" je još uvijek nevjerojatan"”.
Dragan Antulov je napisao: “Ima malo filmova koji predstavljaju takav nezahvalan zadatak za kritičara kao što ga predstavlja “Zameo ih vjetar”. Ova epska melodrama, režirana od Victora Fleminga 1939., bi trebala biti manje percipirana kao film a više kao institucija. Za razliku od većine ostvarenja sedme umjetnosti, ova je zapravo postala dio popularne kulture u ovom stoljeću...Bilo je sigurno boljih ili važnijih filmova stvorenih u toj eri, no nijedan od njih nije uspio širiti čaroliju kroz desetljeća...No kada rat završi a poslijeratni problemi su iza Scarlett, “Zameo ih vjetar” u posljednjem satu tako degenerira u čistu melodrama da postane bliži svakodnevnoj sapunici nego nečemu što asociramo s filmova koji su ”veći od života”. Na sreću, kraj, usprkos kiču, sve fino zaokružuje. Par pamtljivih dijaloga i nezaboravni prizor na kraju vrate natrag epsku veličinu ostvarenja “Zameo ih vjetar”, velikog filma za razliku od svojeg naslova”.

## Vanjske poveznice
- Zameo ih vjetar u internetskoj bazi filmova IMDb-a
- Recenzije na Rottentomatoes.com
- Filmsite.org
- službena stranica
- Filmski.net  Arhivirana inačica izvorne stranice od 20. studenoga 2011. (Wayback Machine)
- Popis glumaca koji su bili u pregovorima za ulogu u filmu  Arhivirana inačica izvorne stranice od 23. listopada 2008. (Wayback Machine)
- Povijest u filmu
- Greške u filmu
- Kako je Margaret Mitchell napisala "Zameo ih vjetar"  Arhivirana inačica izvorne stranice od 16. ožujka 2009. (Wayback Machine)